# 初台出入口
初台出入口（はつだいでいりぐち）は、東京都渋谷区本町一丁目にある首都高速4号新宿線の出入口である。
下り方向 (高井戸出入口、中央自動車道方面)の出入口のみ設置されているハーフインターチェンジとなっており、甲州街道（国道20号）に接続している。中央自動車道を経由する新宿・池袋発着の高速バスはここで高速を乗り降りする。
2022年（令和4年）4月1日以降、入口はETC専用となっている。

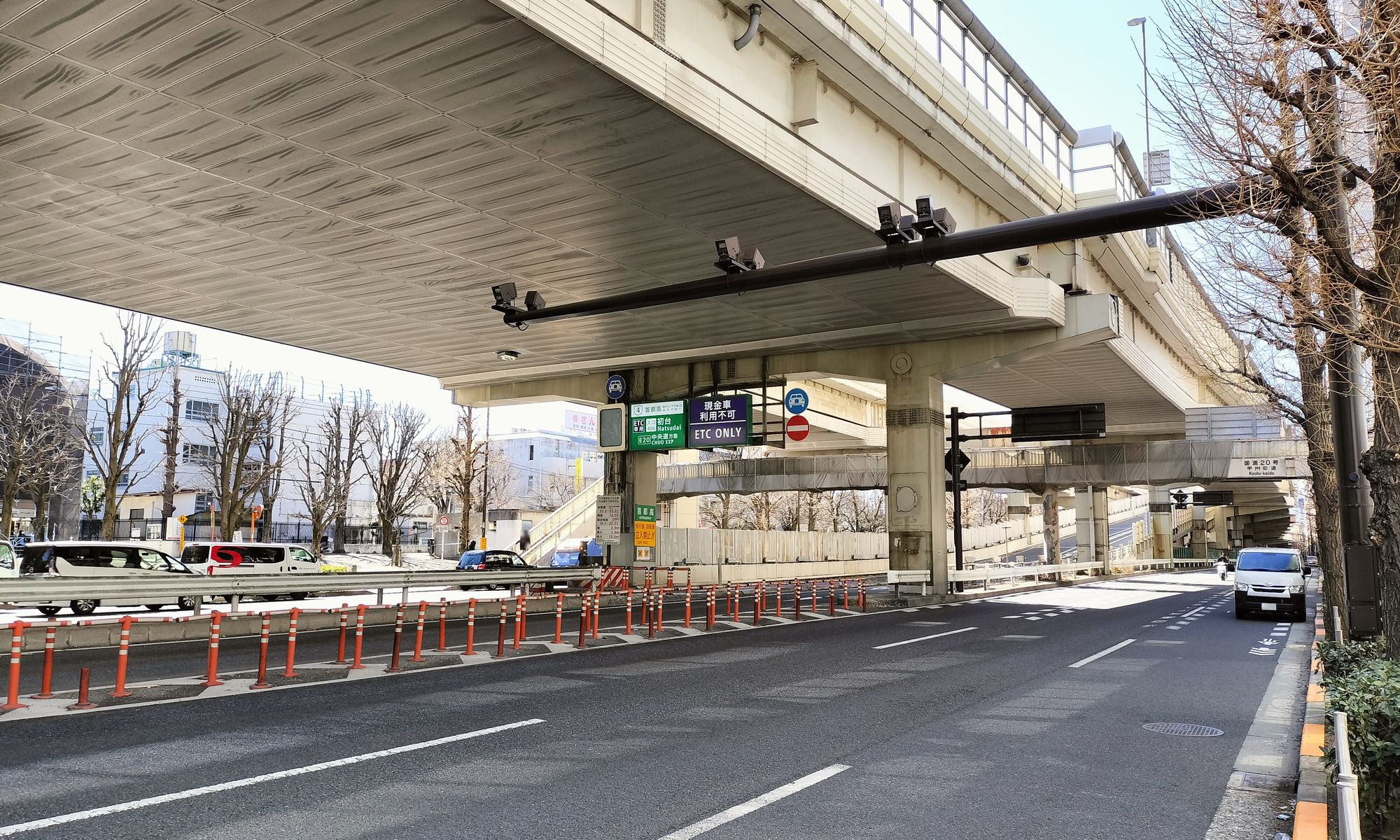
甲州街道北側から見る

## 周辺
- 初台駅 - ■京王新線
- 新国立劇場
- 東京オペラシティ
- 東京都道317号環状六号線（山手通り）